# La Quinta (Cudillero)
La Quinta de Selgas es un conjunto de palacio y finca ajardinada situado en El Pito, pequeña población del concejo de Cudillero (Asturias, España). Se construyó entre 1880 y 1895 por iniciativa de los hermanos Ezequiel y Fortunato de Selgas Albuerne: el primero, empresario de éxito en Madrid, puso los medios económicos para realizar el proyecto, mientras que el segundo, historiador y aficionado al Arte, fue quien elaboró el trazado, de diseño historicista. 
La mansión conserva casi intacta su decoración original, y alberga pinturas de grandes maestros como Goya, El Greco, Luca Giordano, Corrado Giaquinto y Vicente Carducho; las arropa un variado muestrario de muebles, textiles, objetos de orfebrería y vidrio, abanicos y porcelana europea y oriental. Un pabellón vecino remozado en fecha reciente exhibe una colección de tapices y acoge exposiciones temporales. Los jardines de 9 hectáreas suponen un compendio del paisajismo europeo y se cuentan entre los más relevantes de España. Es conocido popularmente como el Versalles asturiano. A pesar de su importancia, no estaba declarado Bien de Interés Cultural; lo cual está actualmente en vías de tramitación.

## Palacio,pabellón de Tapicesy jardines
La Quinta está cerrada con un muro en todo su perímetro y cuenta con dos puertas monumentales. La principal se orienta al sur y adopta la forma de un arco triunfal de notable altura rematado en semicírculo. Tiene tres vanos adintelados: uno central más alto, que es la puerta practicable, y dos vanos a los lados que parecen ventanas, al cerrarse con reja sobre zócalo. Sobre la puerta central se ve una hornacina con un busto escultórico, y la flanquean dos relieves copiados de piezas antiguas conservadas en el Museo del Prado: un mármol helenístico de tema báquico, y una escena de niños diseñada por François Duquesnoy. El entablamento está sostenido por pilastras encastradas y sobre él se yerguen jarrones de piedra. Por su frente interior toda esta puerta ha sido pintada de colores blanco y verde, en un vistoso contraste. Desde este acceso arranca el llamado jardín francés, de gran longitud, que realza la vista del palacio a lo lejos mediante el efecto de perspectiva, al cual contribuyen las estatuas alineadas y las formas geométricas del césped y de los parterres de flores. 
La puerta lateral, ubicada en otro punto del perímetro, da más énfasis al trabajo de hierro forjado; dos grandes pilares delimitan la reja central y los coronan sendos leones alados. 

### El palacio

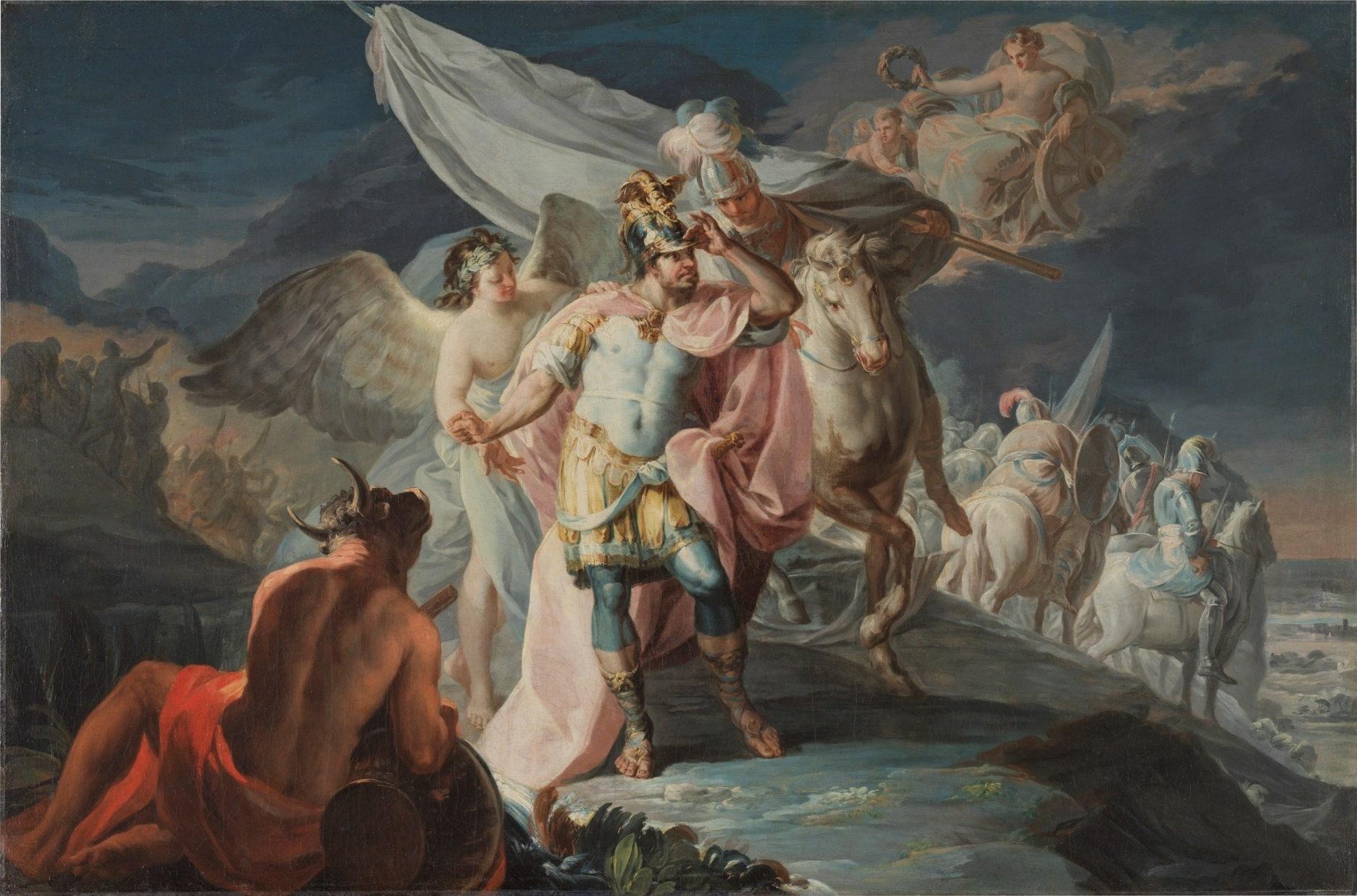
Aníbal vencedor contempla por primera vez Italia desde los Alpes (1771), cuadro de Francisco de Goya y principal tesoro artístico de la Quinta de Selgas hasta su venta en 2020 a la Fundación Amigos del Museo del Prado, la cual lo donó a dicha pinacoteca.

Exteriormente, la vivienda imita las mansiones francesas del primer Neoclasicismo, de acuerdo al revivalismo de estilos pasados que fue habitual en la Europa del siglo XIX. Es de planta rectangular y consta de planta baja, dos pisos y ático. La fachada principal se ordena verticalmente en tres planos, de los cuales el central avanza ligeramente hacia una escalinata de piedra que desciende al jardín. En cada piso se abren tres puertas: las de la planta baja se rematan en arco de medio punto y las superiores adinteladas (con balcones de forja) se realzan con frontones curvos. 
Los interiores de la mansión se han comparado con un museo por la calidad y cantidad de sus piezas artísticas, mobiliario y objetos decorativos. Los salones y dormitorios recrean estilos pasados, mayormente franceses; desde el más sobrio de la época de Luis XIII en el recibidor, hasta el estilo Luis XVI en el Salón de Baile. Diversos ornamentos se elaboraron por encargo y lucen la inicial S del apellido Selgas; este es el caso de la vidriera que preside la escalera principal, y las tapicerías de los asientos del Salón de Baile. Este es sin duda el espacio más ostentoso de la casa; pensado para las grandes citas sociales, las hojas de sus puertas se cubren con grandes espejos y las paredes adoptan formas arquitectónicas mediante boiseries pintadas en oro y tonos claros. 
En un recorrido por la casa, llaman la atención los techos pintados con motivos alegóricos por Casto Plasencia, los suelos de parqué con marquetería de colores, y los textiles de Aubusson; conforman ambientes lujosos en los que se despliegan abundante mobiliario (a destacar las camas con dosel), cerámicas chinas, porcelanas de Sèvres y del Buen Retiro, objetos de vidrio y orfebrería, abanicos y múltiples recuerdos de la época, como una colcha regalada a los Selgas por la reina Isabel II de España. La casa guarda además un fondo bibliográfico que ha sido estudiado por la Universidad de Oviedo. 
Pero lo que da notoriedad a la Quinta es, junto con sus jardines, la colección de pinturas próxima a 200 piezas. Entre las más valiosas sobresalía, hasta su venta en 2020, el primer cuadro importante que realizó el joven Goya: Aníbal vencedor contempla por primera vez Italia desde los Alpes, obra con la cual el maestro aragonés, todavía poco conocido, participó en un concurso en Parma en 1771. Fortunato de Selgas la adquirió a bajo precio, ignorando su autoría; que fue descubierta en 1993 por el experto Jesús Urrea. Gracias a un convenio válido por seis años, este cuadro estuvo cedido en préstamo al Museo del Prado, a cambio de la restauración de varias obras de la colección y la celebración en la Quinta de dos exposiciones con obras del museo madrileño. Finalmente en 2020 la Fundación Selgas-Fagalde accedió a vender la obra de Goya a la Fundación Amigos del Prado por 3,3 millones de euros, para su donación a este museo. La mansión sí custodia a día de hoy otro ejemplo goyesco: una versión del Retrato del General Ricardos, del cual existe otra en el Prado. 
Otra pintura a reseñar en la Quinta es una Asunción de la Virgen de El Greco, que fue sustraída de la mansión en 1936 y recuperada en Estados Unidos cuarenta años después. Cuelgan también ejemplos de Luis de Morales (Ecce Homo), Pieter Snayers (dos paisajes), Rosa de Tívoli, Luca Giordano (Diana curada por Endimión), Juan Carreño de Miranda (Retrato de Carlos II), José Antolínez y Corrado Giaquinto. Destacan también una gran Adoración de los magos de Theodoor van Loon y varias pinturas de pequeño formato pintadas por Vicente Carducho como modelos para el gran ciclo pictórico de la Cartuja de El Paular, sita a las afueras de Madrid. Del Retrato de Felipe II por Tiziano cuyo original se conserva en el Museo del Prado se exhibe aquí una buena copia que parece del siglo XVII; algunas reseñas la atribuyen a Rubens, de quien se sabe que pintó copias de muchos tizianos de la colección real durante su segunda estancia en España (1628-29).

### Pabellón de Tapices
A los lados de la fachada posterior, se levantan dos pabellones de un piso sobre zócalo: el pabellón de Tapices y el pabellón de Invitados. El primer edificio alberga diversos tapices, casullas y demás ejemplos de textiles antiguos. Remozado en fecha reciente, suele acoger muestras temporales entre las que destacan dos con préstamos del Prado: en 2012 albergó una exposición de bodegones de Luis Meléndez, y en 2016 otra con once retratos igualmente procedentes del Prado, de autores como El Greco, Alonso Sánchez Coello, Juan Carreño de Miranda y Joaquín Sorolla.
Seis de los tapices de la Quinta, de manufactura flamenca, han sido restaurados por la Real Fábrica de Tapices de Madrid, donde se exhibieron temporalmente una vez reparados.

### Jardines
A grandes rasgos, los jardines alternan el estilo geométrico francés del siglo XVIII, cuyo paradigma es Versalles, y el estilo romántico o pintoresco que se puso de moda en el Reino Unido durante el XIX. Ocupan una extensión de 90.000 metros cuadrados y los tachonan diversas especies arbóreas de origen exótico, como sequoias, palmeras, araucarias, cedros del Atlas... En 2006, el conjunto de jardines de La Quinta de Selgas fue elegido como «El mejor jardín español» por la Fundación Amigos del Real Jardín Botánico de Madrid.
El palacio está en el punto central y dominante del jardín francés, y un poco más alejado se halla el jardín pintoresco, en el que parece que se impone la naturaleza. En él hay caminos irregulares, grutas artificiales, estanques, ríos y puentecillos. Los diseños de jardinería corrieron a cargo de un experto muy solicitado en Madrid, el francés Henri Rigoreau Jouvert, pero los planos de la casa fueron ideados por el propio Fortunato Selgas. También él fue el autor de los planos de las escuelas del Pito y de la iglesia de Jesús Nazareno, en cuyo altar se encuentra una importante pieza pétrea de época prerrománica, del siglo VIII, proveniente de la iglesia de Santianes de Pravia.
El jardín se estructura en tres zonas, cada una de ellas desarrollada con los preceptos de los tres principales estilos jardinísticos de época moderna, italiano, francés e inglés, por lo que la finca es un verdadero compendio de la historia de la jardinería en Europa.  
El jardín francés se sitúa frente a la fachada sur del palacio, con una amplia avenida versallesca a modo de tapis vert, bordeada de setos de camellia japonica y decorada con fuentes, estatuas y jarrones. 
El jardín italiano se encuentra en la parte posterior del palacio, delimitado por cuatro pabellones en los ángulos, con un estanque cuadrilobulado en el centro, y un conjunto de terrazas, escalinatas y balaustradas. 
Por último, el jardín inglés se halla en la zona oriental del recinto, con un trazado más irregular y plantaciones de árboles exóticos, junto a amplias praderas; recorre este espacio un río que va formando lagos, y acoge también un templete clásico sobre una gruta de rocalla con acuarios en su interior.

### Apertura como museo
La Quinta fue propiedad de la familia Selgas hasta 1992, en que pasó a ser propiedad de la Fundación Selgas-Fagalde. Este organismo está compuesto por miembros de la familia y responsables públicos. La Quinta se abrió como museo en 2002 y ha llegado a recibir unas 24.000 visitas al año. Debido a reparaciones graduales y cuestiones logísticas no suele abrir de manera continuada. Tampoco está permitido tomar fotografías y, ya que no está catalogado como BIC, no dispone de días de apertura gratuitos.